# Église Notre-Dame de Sainte-Marie-de-Gosse
Pour les articles homonymes, voir Église Notre-Dame.
L'église Notre-Dame se situe sur la commune de Sainte-Marie-de-Gosse, dans le département français des Landes. Elle est inscrite au titre des monuments historiques le 1er février 1999.

## Présentation
L'église Notre-Dame de Sainte-Marie-de-Gosse est fortifiée. Fondée par les bénédictins au XIIe siècle, elle est de style roman à l'origine avant d'être modifiée au XVIe siècle en adoptant le style gothique. On y découvre un beau tableau de la Nativité qui aurait été offert par Napoléon III.

## Galerie d'images

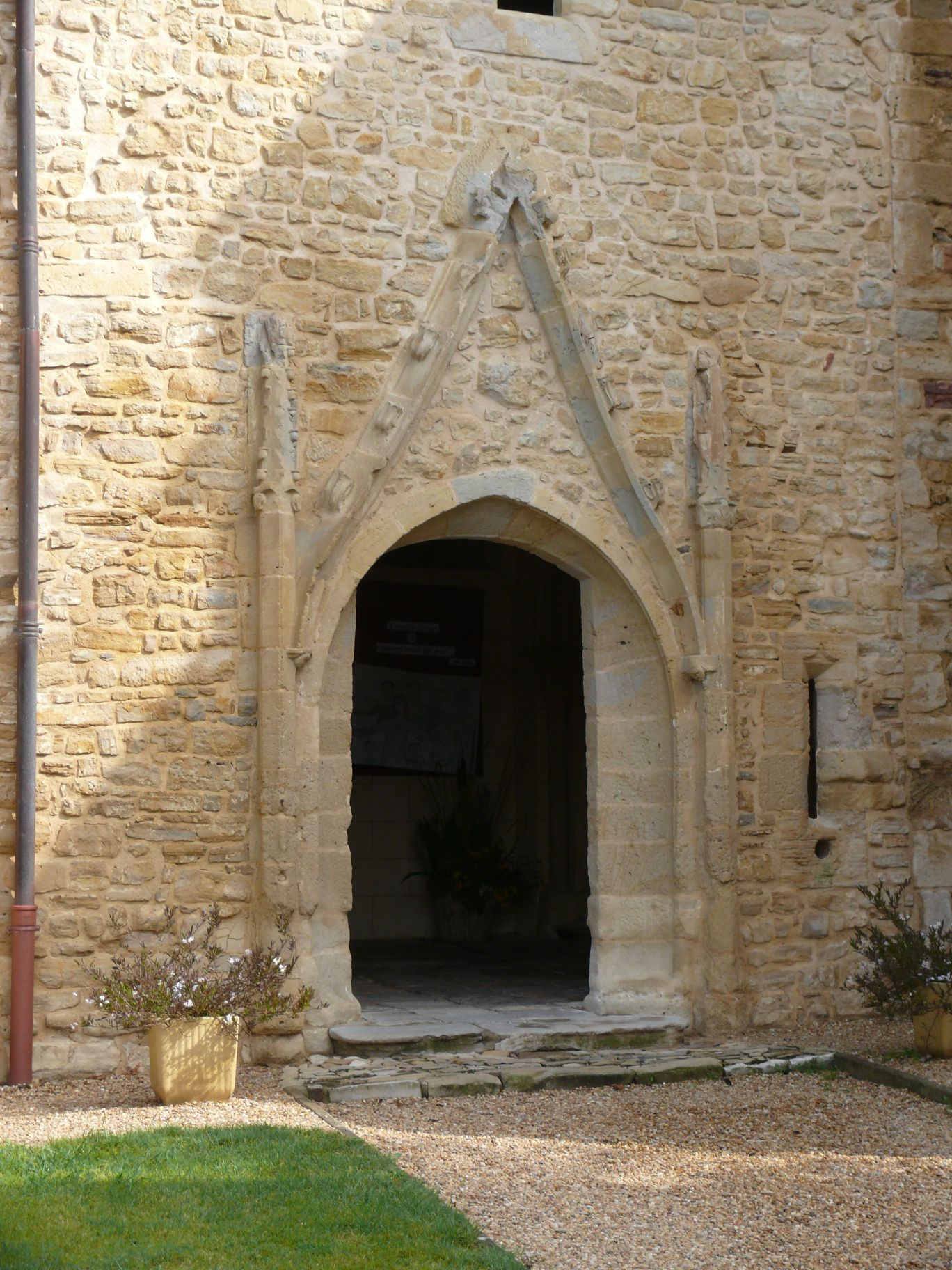
Porte
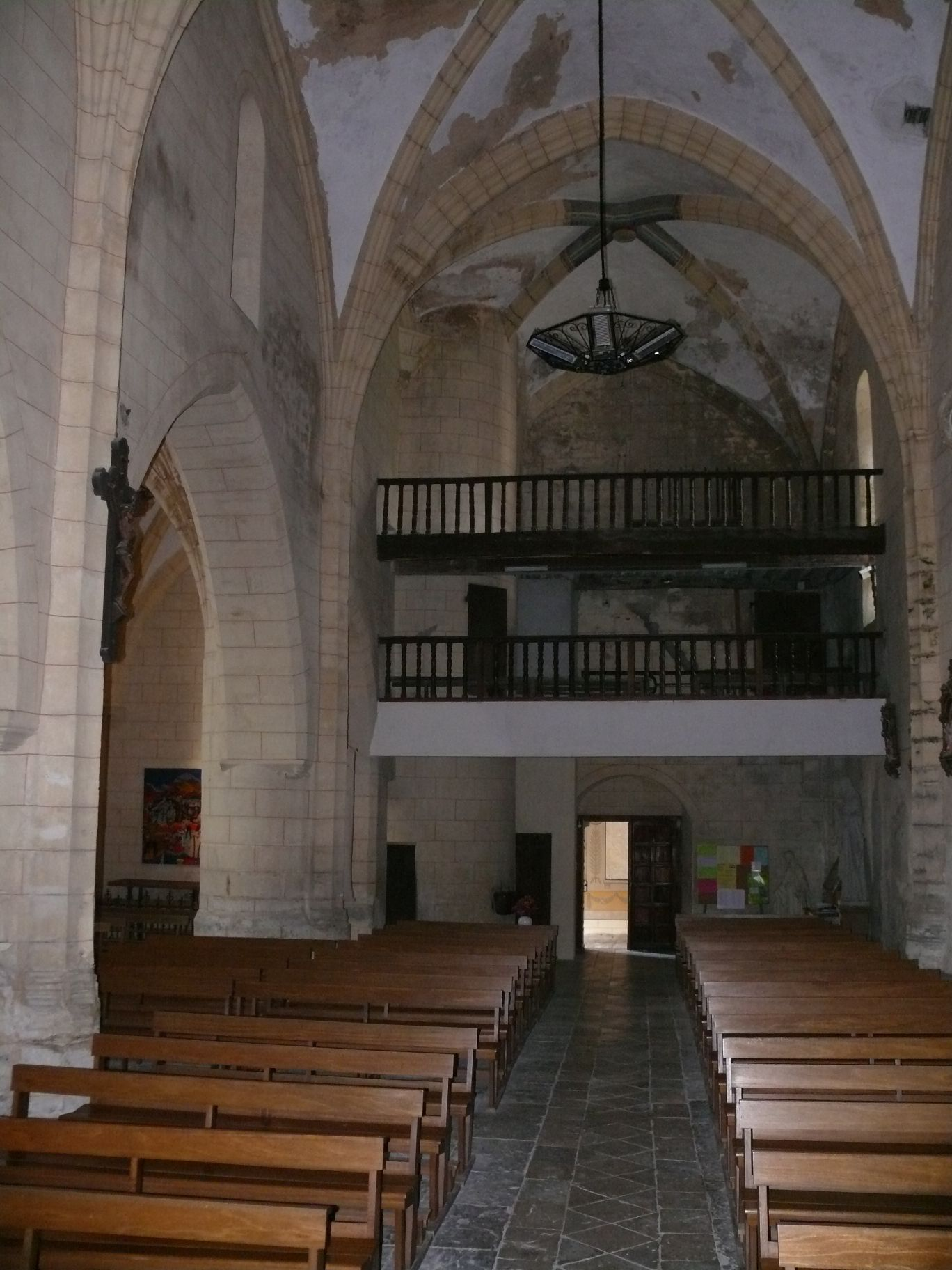
La nef
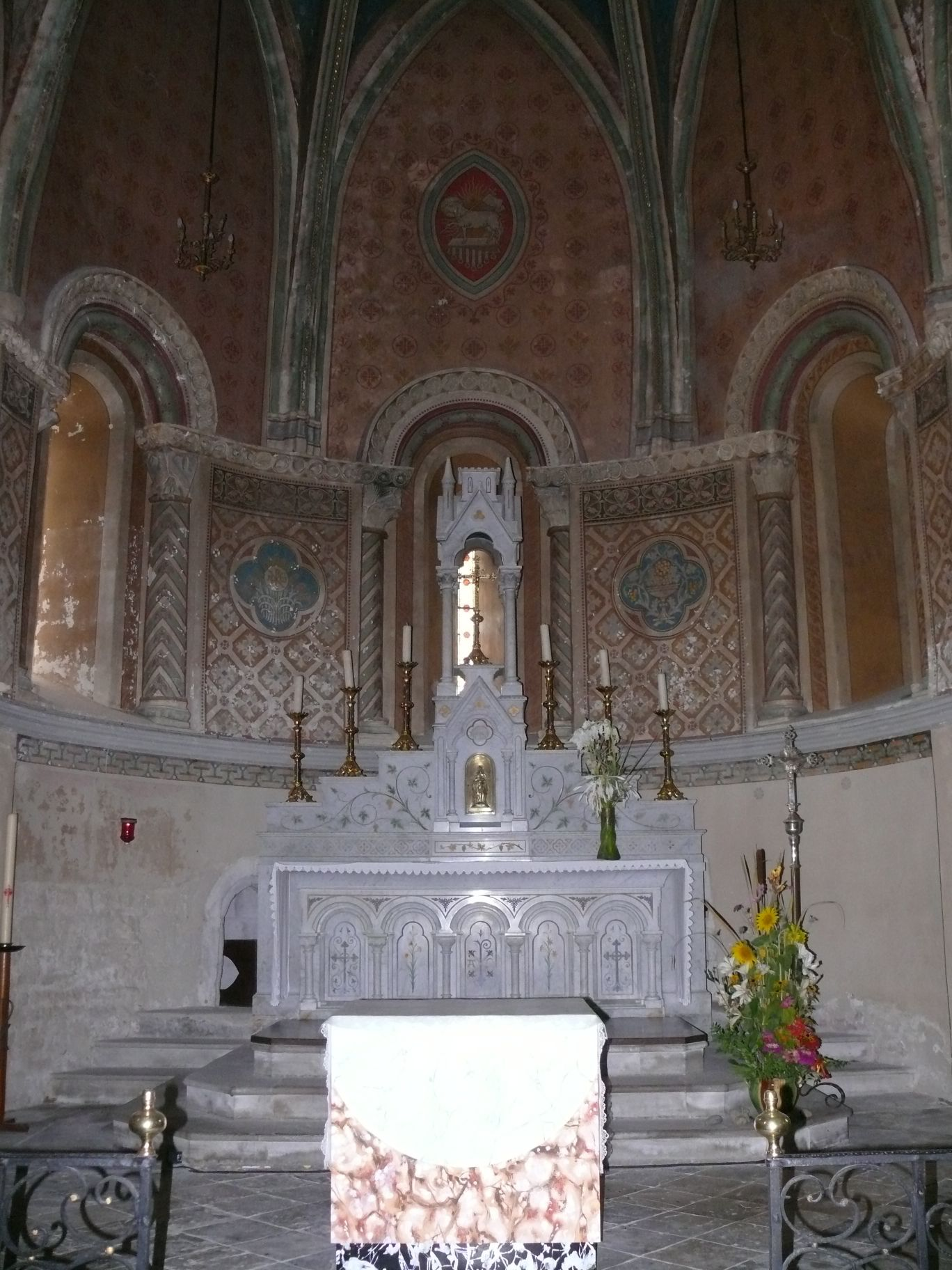
Le chœur